# От Конц
От Конц (фр. Haute-Kontz) насеље је и општина у североисточној Француској у региону Лорена, у департману Мозел која припада префектури Тионвил Ест.
По подацима из 2011. године у општини је живело 537 становника, а густина насељености је износила 83,78 становника/km². Општина се простире на површини од 6,41 km². Налази се на средњој надморској висини од 195 метара (максималној 286 m, а минималној 145 m).

## Демографија
| 1962. | 1968. | 1975. | 1982. | 1990. | 1999. | 2011. |
| ----- | ----- | ----- | ----- | ----- | ----- | ----- |
| 350   | 361   | 362   | 369   | 395   | 439   | 537   |

График промене броја становника у току последњих година